# 佐洛索包尔
佐洛索包尔（匈牙利語：Zalaszabar）是匈牙利佐洛州所辖的一个村，总面积16.95平方公里，总人口553，人口密度32.6人/平方公里（2010年1月1日）。